# Rudi Högner
Rudi Högner (* 14. April 1907 in Pausa/Vogtl.; † 24. Februar 1995 in Dresden) war ein deutscher Industriedesigner, Medailleur und einer der Begründer des Technischen Designs.

## Leben
Nach einer Lehre zum Holzbildhauer 1921–1924 in Zeulenroda und der Meisterprüfung in Ilmenau studierte er von 1924 bis 1932 Plastik, Architektur und Gebrauchsgrafik an der Akademie für Kunstgewerbe in Dresden. 1932–1933 war er Meisterschüler bei Theodor Artur Winde (1886–1965). 1933 erfolgte seine Entfernung von der Kunstakademie Dresden aus politischen Gründen, anschließend freiberufliche Tätigkeit als Architekt (Innenarchitektur) und Gebrauchsgrafiker. 1939–1947 Kriegsdienst und Kriegsgefangenschaft.
Ab 1948 war er als Dozent und Assistent an der Akademie für Kunstgewerbe sowie freischaffend als Gebrauchsgrafiker, Architekt und Bildhauer an der Hochschule für Bildende Künste Dresden tätig. 1950 wurde Högner Leiter der Abteilung Industrielle Formgestaltung der Hochschule für Bildende Künste Dresden. 1953 folgte er gemeinsam mit einigen Kollegen Mart Stam als Dozent an die Hochschule für bildende und angewandte Kunst Berlin-Weißensee. 1959 erfolgte seine Berufung zum Professor für Industrielle Formgestaltung in Weißensee und nach Lehrtätigkeit ab 1958, Lehrauftrag ab 1960 schließlich 1964 zum Gastprofessor für Industrielle Formgestaltung an die damalige Technische Hochschule Dresden. 1972 wurde er an der Kunsthochschule Berlin-Weißensee und 1973 auch an der Technischen Universität Dresden emeritiert.

## Wirken

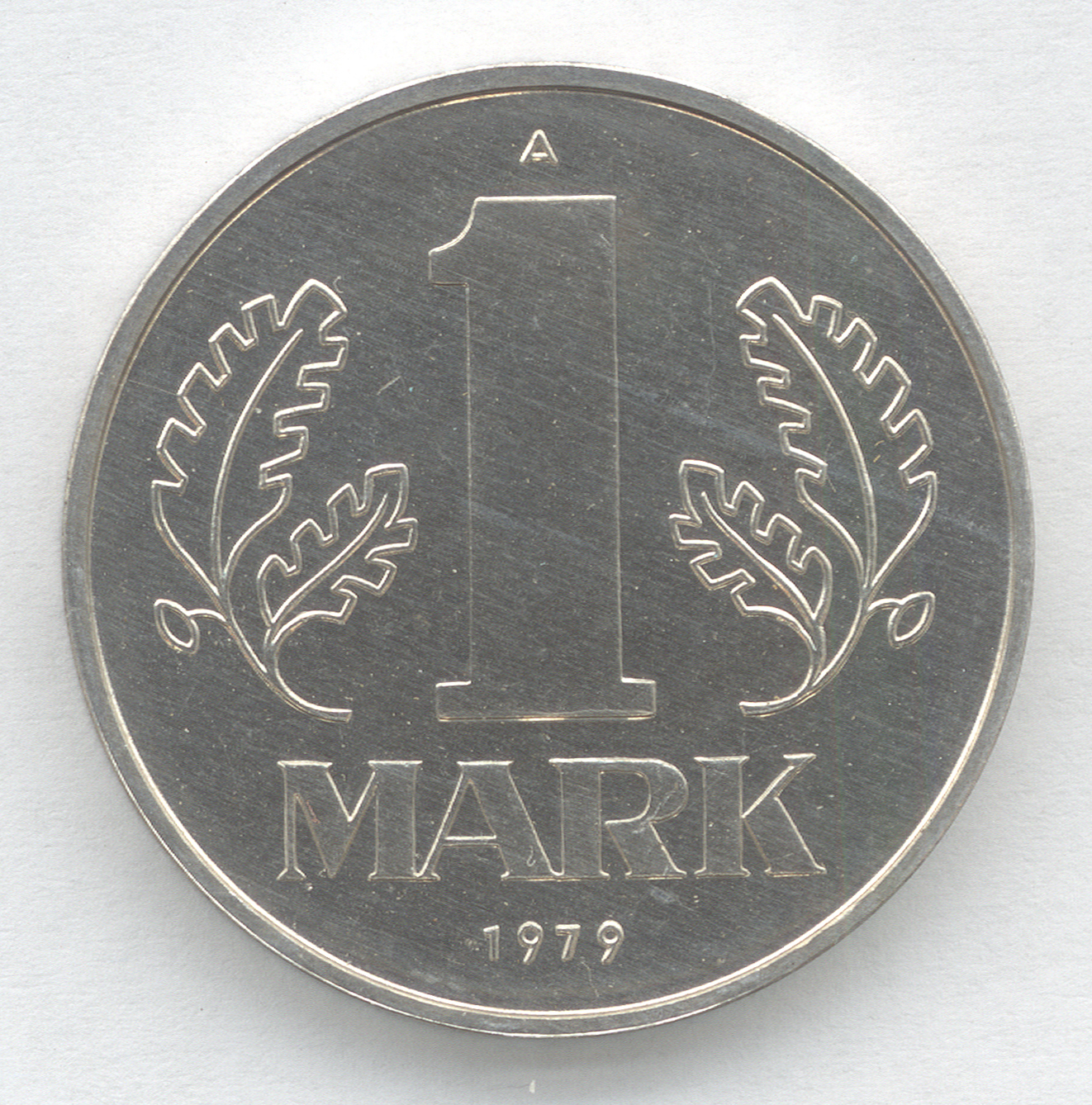
Vorderseite einer 1-Mark-Münze der DDR

Högner war maßgeblich an der Begründung und Aufbau des Industriedesigns in der DDR beteiligt. Er prägte die Ausbildung der ersten Generation industrieller Formgestalter in der DDR. Spezifisch dafür war die gestalterische Grundlagenausbildung, die für die Designausbildung an ostdeutschen Hochschulen typisch wurde. An der Kunsthochschule Weißensee baute er ab 1953 mit zwei Mitarbeitern die Abteilung Industrielle Formgestaltung im Wesentlichen zeitgleich zur Errichtung der Hochschule für Gestaltung Ulm auf. Der Formalismusdiskussion, in dessen Folge Mart Stam Ende 1952 als Rektor der Kunsthochschule Weißensee entfernt wurde, konnten sich Högner und seine Mitstreiter mit der Schwerpunktsetzung Technisches Design „kulturpolitische[n] Einmischungsversuche[n] erfolgreich“ entziehen. Die ersten diplomierten Industriedesigner verließen 1958 die Hochschule in Weißensee. Zu Högners Schülern gehörten unter anderem Heinz Barth, Leo Beilfuß, Clauss Dietel, Horst Giese, Erich John, Jürgen Peters, Dietmar Palloks, Christa Petroff-Bohne und Eberhard Voigt.  Als später die Ausbildungskapazität für Industriedesign an der Hochschule für Industrielle Formgestaltung Halle ausgebaut wurde, waren die Lehrkräfte in der Anfangszeit ausnahmslos Schüler von Högner.
Er gab Designausbildung für Ingenieure, so beispielsweise ein zweijähriger Lehrgang der Kammer der Technik ab 1958 und die Design-Ausbildung im Rahmen seiner Gastprofessur an der Technischen Universität Dresden, aus der sich das Zentrum für Technisches Design als Forschungs- und Ausbildungseinrichtung entwickelt hat. Im Rahmen der Lehrgangskurse der Kammer der Technik bearbeitete Högner gemeinsam mit Chefkonstrukteuren Dresdner Unternehmen des Maschinenbaus und der Elektrotechnik Aufgaben, die aus den Unternehmen mitgebracht worden waren. Mehrere der in der Zweijahresarbeit entstandenen Entwürfe wurden durch die Unternehmen in die Serienfertigung überführt. Später wurden 14-tägige Kurse zur Vermittlung von Grundfertigkeiten im Design angeboten, die ab 1972 von Christa Petroff-Bohne weitergeführt wurden.
Högner schuf Entwürfe für die Industrie, unter anderem Möbel, Textilien, Elektrogeräte, Video- und Phonogeräte, Medaillen und Geldmünzen (u. a. die Aluminiummünzen (1 Pf., 5 Pf., 10 Pf., 50 Pf., 1 M und 2 M) des Münzgeldes der DDR). Auch die einst international begehrten Goldmedaillen „Für hervorragende Qualität“ der Leipziger Messe (1963 bis 1990) wurden von Högner geschaffen.
In einer Befragung in der Zeit nach seiner Emeritierung gab Högner die zwischen 1948 und 1954 in Dresden entstandenen Entwürfe für die Industrie und die zwischen 1954 und 1972 in Berlin entstandenen „konkreten Studienarbeiten für die technische Industrie“ an.
Högner war 1958/59, 1962/63 und 1967/68 an der Vierten bis VI. Deutschen Kunstausstellung in Dresden vertreten.

## Ehrungen
- 1962: Kunstpreis der DDR
- 1979: Designpreis der DDR
- 2009: Stiftung des Rudi-Högner-Förderpreises durch den Verein Freunde und Förderer des Technischen Designs an der TU Dresden[8]

## Fachpublikationen Högners (unvollständig)
- Formgebung für Industrieerzeugnisse. In: Technische Gemeinschaft 5 (1) 1957
- Formgeber-Ausbildung an der Ost-Berliner Kunsthochschule. Rat für Formgebung: Internationaler Kongreß für Formgebung Darmstadt + Berlin 1957
- Die Ausbildung der Formgeber, Kaderentwicklung (mit Besichtigung der Modelle). In: Lehrgang Formgebung der VVB – EBM an der Hochschule für bildende und angewandte Kunst Berlin-Weißensee. Institut für angewandte Kunst, Berlin 1959, S. 108–123
- Formgebung in der Industrie und ihre Entwicklung in der DDR. In: form+zweck Jahrbuch 1959
- Formgebung im Feingerätebau. In: Feingerätetechnik 9 (5) 1960
- Über Formgestaltung und ihre Anwendung im Verarbeitungsmaschinenbau. In: Maschinenbautechnik Heft 3 1961
- Funktion – Formgebung – Qualität. Ein Formgestalter-Lehrgang für Konstrukteure in Dresden. Institut für angewandte Kunst, Berlin 1961.
- Formgestaltung und Technik – ein Beitrag zur sozialistischen Kultur. Die Technik Heft 2 1962
- Zu den Problemen der Formgestaltung in der technischen Industrie. In: Bildende Kunst Heft 8 1962
- Über Prinzipien der Formgestaltungsarbeit. In: Technische Gemeinschaft Hefte 3/4, Ausgabe E 1962
- Zu Problemen der Gestaltung technischer Produkte. In: Bildende Kunst, Heft 7 1964
- Ausbildung von Gestaltern an der Hochschule für bildende und angewandte Kunst, Berlin Weißensee. In: Form + Zweck 1/1968
- Erfahrungen bei der Vermittlung gestalterischer Grundlagen an Ingenieurstudenten des letzten Studienjahres an der Technischen Universität Dresden. In: Fertigungstechnik und Betrieb Heft 9 1969